# 油封鴨

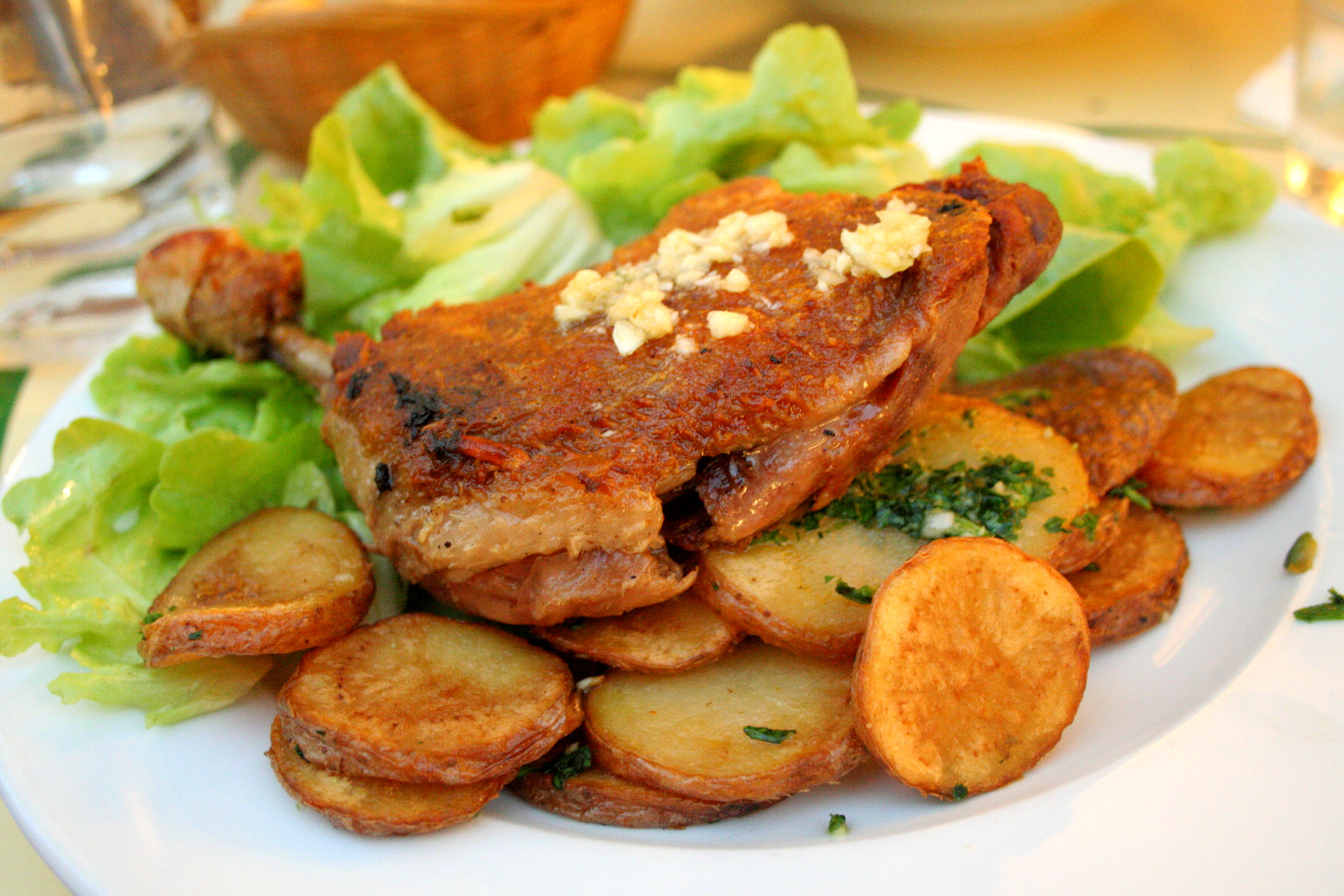
油封鴨

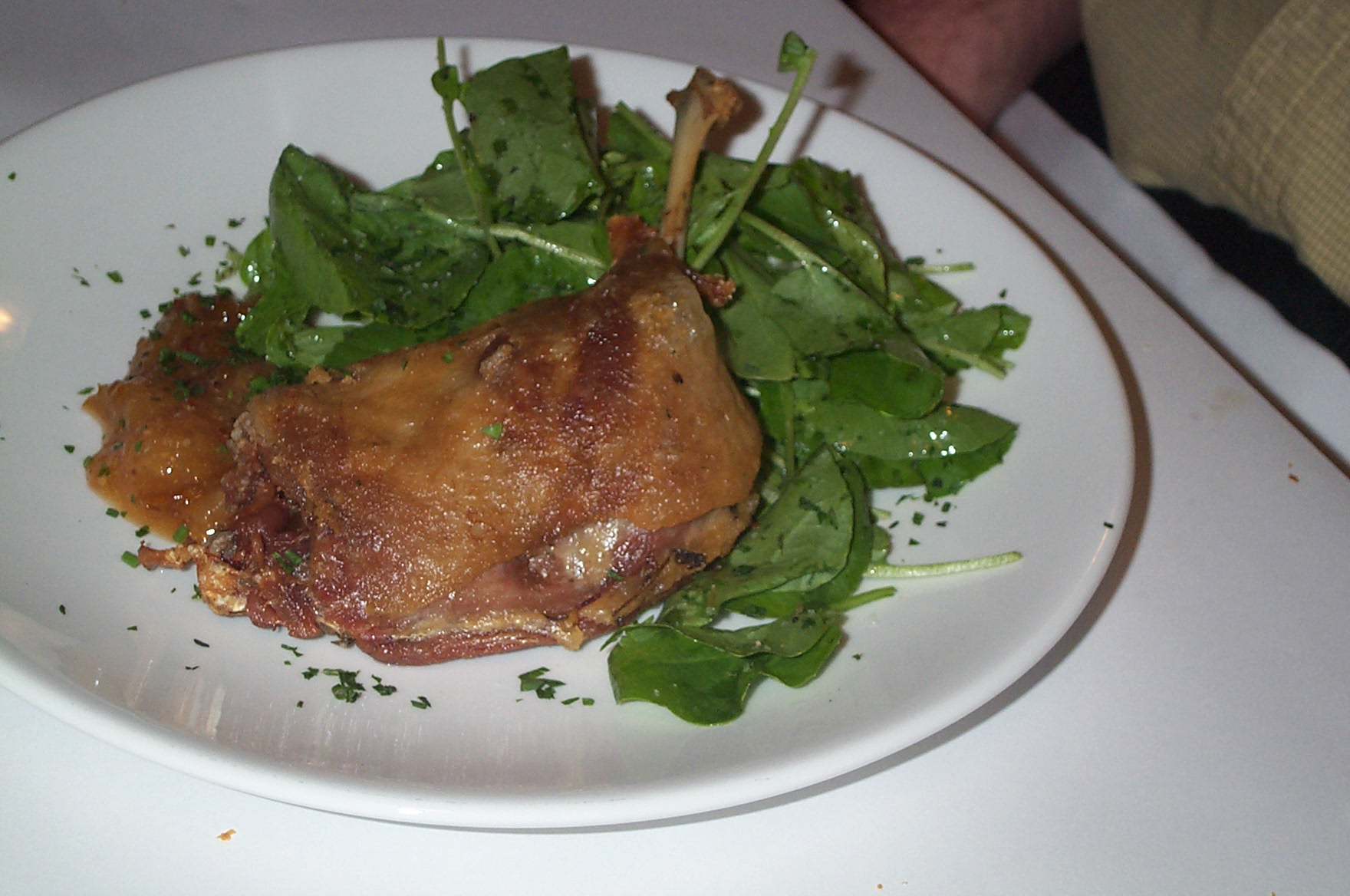
油封鴨沙拉

油封鴨（法語：confit de canard）是法國的一種烤鴨料理。在法國西南部的加斯科尼，就以延續油封鴨的傳統而聞名，油封鴨被認為是最優秀的法國菜餚之一。
油封鴨源自於法國傳統料理保存食材所使用的方式，藉由油脂把肉類(豬、鵝、鴨等)完全包覆，隔絕空氣以達到保存的功效。
準備油封之前得先在肉類上撒鹽和蒜，有時還可再加上香草，如百里香，然後覆蓋和冷藏長達36個小時，对鹽漬的肉類进行防腐。

## 外部連接
维基共享资源上的相關多媒體資源：油封鴨